# 坂之上站
坂之上站（日语：／ Sakanoue eki */?）是位於鹿兒島縣鹿兒島市坂之上，屬於九州旅客鐵道（JR九州）指宿枕崎線的鐵路車站。

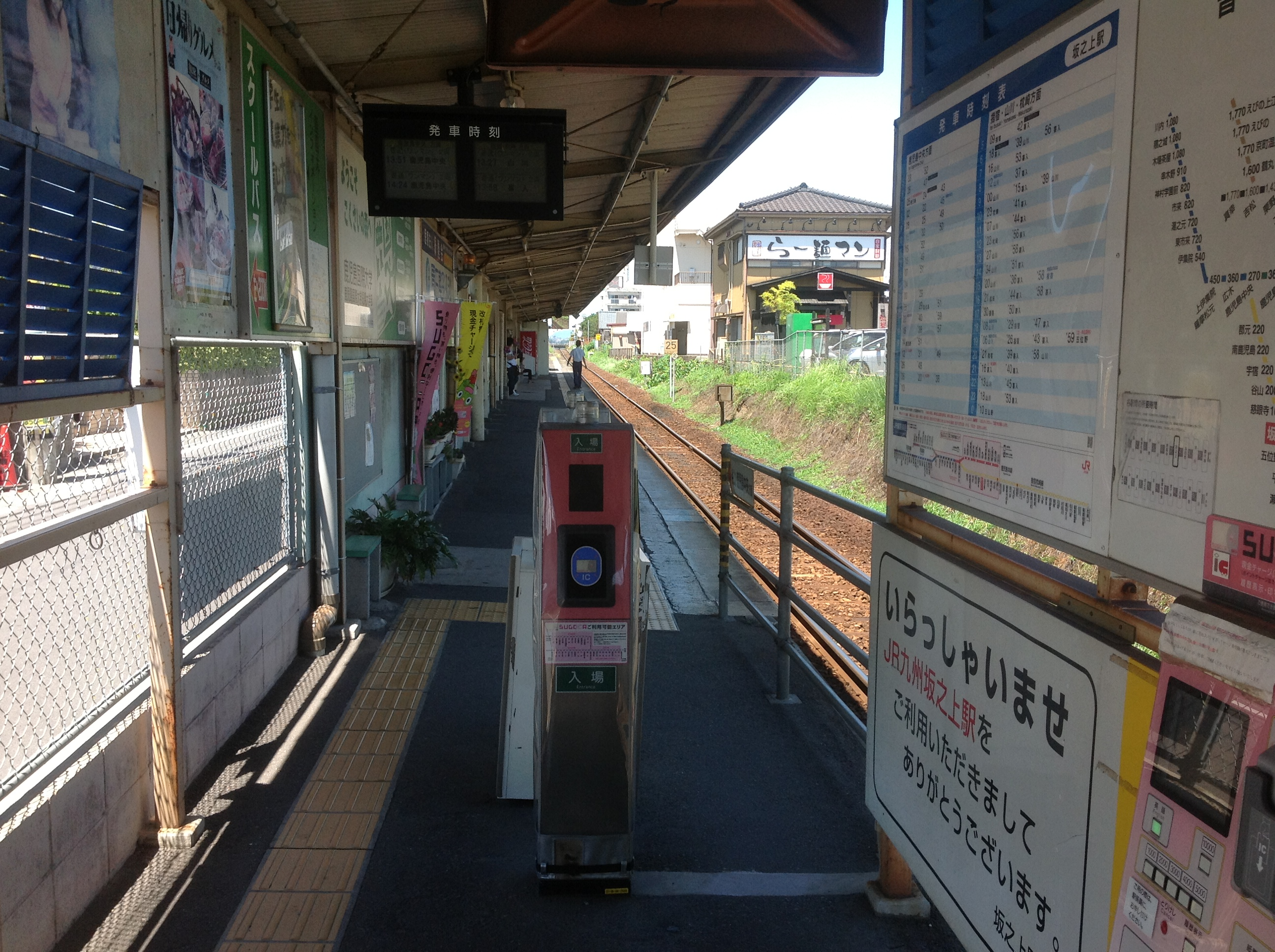
驗票口（2013年8月）

## 車站構造
本站為擁有1面1線側式月台的地面車站與業務委託站，並且無法進行列車交會。

## 利用狀況
- 在2009年，平均1日的乘車人數為2,559人（比前年少5人）。

| 乘車人數變化 | 乘車人數變化 |
| 年度         | 1日平均人數  |
| ------------ | ------------ |
| 2000         | 2,430        |
| 2001         | 2,781        |
| 2002         | 2,745        |
| 2003         | 2,756        |
| 2004         | 2,721        |
| 2005         | 2,723        |
| 2006         | 2,674        |
| 2007         | 2,585        |
| 2008         | 2,564        |
| 2009         | 2,559        |

## 車站周邊
- 鹿兒島交通坂之上巴士站
- 鹿兒島國際大學、短大部
- 鹿兒島市立和田中學
- 坂之上郵局
- 星和台團地
- 和田團地
- 太陽公司坂之上店/光山店
- do-ing：Up-Step店
- 鹿兒島市消防局南消防署
- 鹿兒島市民體育館
- 光山公園

## 历史
- 1966年（昭和41年）10月1日：車站啟用。
- 1983年（昭和58年）3月8日：設置站員。
- 1987年（昭和62年）4月1日：因國鐵分割民營化，本站成為九州旅客鐵道的車站。

## 相鄰車站
九州旅客鐵道
指宿枕崎線
■快速「菜之花」、■普通
慈眼寺－坂之上－五位野

## 相關項目
- 日本鐵路車站列表

## 外部連結
- 坂之上車站（页面存档备份，存于）（日語）